# サクソルン

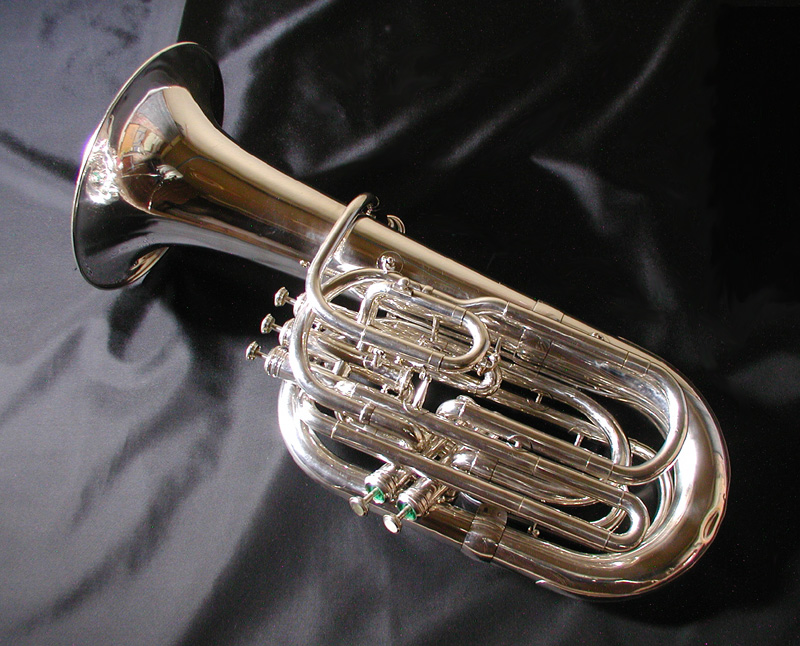
5バルブ式サクソルンバス

サクソルン（saxhorn）は、1843年頃にベルギーの管楽器製作者アドルフ・サックスによって考案された一連の金管楽器群である。当初は7種類が製作され、これらは全てゆるやかな円錐状の管を持ち、サクソフォーンと同様に音色の統一が図られており、また、その全てに3つ以上のピストン式の弁（バルブ）が持たされた。

## 特徴
サクソルンの特徴は、変ロ（B♭）と変ホ（E♭）の2種類に集約された調性と、大きさの異なるそれぞれの楽器の間での統一感のある音色である。サクソルンに由来するとされる多くの楽器は、より良い音質と吹奏感を求めて改良が重ねられ、現在ではその音色を当初のものとは異にしていると推測される。しかし、考案者の意図でもあるそれらの特徴は完全には失われることなく、とくにイギリス・スタイルの金管バンドにおいてオルガンのような重厚な音を生み出している。

## サクソルンの歴史

### 発明と初期の歴史
アドルフ・サックスは1845年の特許の中で、9種類のサクソルンを定義している。すでに変ロ調・ハ調のコントラバス・サクソルン以外の楽器が揃っている。サックスは実際にはそれより少し前から製作をはじめており、1844年のサックスによるアルト・サクソルンが現存している。
同様の楽器は当時すでに存在しており、とくにドイツには変ロ調のフリューゲルホルン、変ホ調のテナーホルン、ヘ調のバス・テューバなどが作られていた。サクソルンが新しいところは、均質で標準化された指使いを持つ一群の楽器群を定義したところにあった。
サクソルンは1846年に、すでにフランスの軍楽学校で教えられていた。エクトル・ベルリオーズ、ジャン＝ジョルジュ・カストネル、ジャコモ・マイアベーアらの当時の有名な音楽家がサクソルンを支持した。
サクソルンの初期の普及に大きな役割を果たしたのはイギリスのディスティン一家 (Distin family) で、サクソルンが発明されるとまもなく楽器をイギリスに輸入し、またアメリカ合衆国に演奏旅行を行ってサクソルンを広めた。ディスティン一家は自ら金管楽器の製造も行い、1868年にはブージーが同事業を買収した。

### アメリカ合衆国での発達

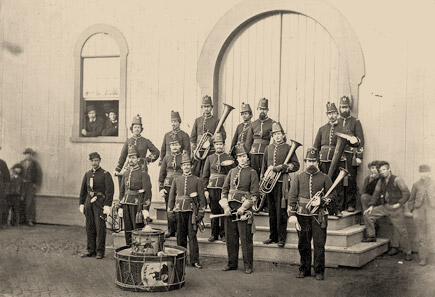
南北戦争時代の軍楽隊 1865年撮影

サクソルンが目的通り使用されたのは、南北戦争時代の米国軍楽隊である。米国では南北戦争以前から軍楽隊が組織されていたが、初期には鼓笛隊と呼ぶべき形態であった。南北戦争時には、オバー・ザ・ショルダー・サクソルン（Over the shoulder saxhorn : OTS）と呼ばれるベルが後ろ向きのサクソルンとドラムを組み合わせた軍楽隊が多く組織された。音量が大きく、行進のとき先頭に立つ軍楽隊の音が、後方に聞こえる必要があったため、こうした楽器が使用された。
南北戦争が終了すると、軍楽隊はコンサートバンドとして活躍するようになり、ステージ上で演奏するためには、オバー・ザ・ショルダー・サクソルンは不都合であり、次第に上方あるいは前方にベルを向けた楽器が製造されるようになった。移行期にはベルが前方を向いたものや後方に向いたもの、上方に向いたもの混在していた。1880年代になると、ヨーロッパからの影響から、木管楽器を編成に加える現代の吹奏楽団に近いバンドが発達し、サクソルン・バンドは衰退していった。

### ヨーロッパでの発達
サクソルンの活躍の場は、主に吹奏楽団の中であった。サクソルンが開発される以前、特にフランス革命勃発の1789年にパリで国民軍楽隊が編成された。これが、周囲の諸国に影響を与え、イギリス、ドイツなどでバンド活動が盛んになった。この頃の楽器は、金管楽器でもキー付きの楽器であり、音色の統一、イントネーションなどに問題があった。1838年にドイツのヴィーブレヒトがバルブシステムを改良した楽団を編成、その後1845年にサックスがサクソルンを発表し、それが取り入れられることとなった。バンドの技術を上げるきっかけになったのが、1867年パリ万国博覧会を記念した国際軍楽隊コンテストであり、楽器の改良も進んだ。

#### フランス
サックスが移り住んだフランスでは、ガブリエル・パレ（Gabriel Parès）が1898年『吹奏楽編曲法』（Traite d' Instrumentation et d' Orchestration a l' Usages des Musique Militaires ）の中に、フランスの吹奏楽団の標準編成を示しているが、サクソルンをフルセットで備えるように指示している。以下の標準編成表では、その金管楽器の部分のみを示す。なお、パレはギャルド・レピュブリケーヌ軍楽隊の楽長であったが、下表ではパレの2代後の楽長であるピエール・デュポン（Pierre Dupont）が1927年に就任した際の標準編成も併せて示す。
|                | 1898年 パレ | 1898年 パレ | 1927年 デュポン | 1927年 デュポン | 1927年 デュポン |
|                | 大編成      | 中編成      | 大編成          | 中編成          | 小編成          |
| -------------- | ----------- | ----------- | --------------- | --------------- | --------------- |
| コルネット     | 4           | 3           | 2               | 2               | 1               |
| トランペット   | 3           | 2           | 4               | 3               | 3               |
| ホルン         | 4（必要時） | 0           | 4               | 2               | 0               |
| トロンボーン   | 4           | 4           | 4               | 4               | 3               |
| E♭ビューグル   | 1           | 1           | 1               | 0               | 0               |
| B♭ビューグル   | 3           | 3           | 4               | 3               | 3               |
| E♭アルト       | 3           | 3           | 2               | 2               | 2               |
| B♭バリトン     | 2           | 2           | 1               | 1               | 1               |
| B♭バス         | 6           | 6           | 4               | 3               | 2               |
| E♭コントラバス | 2           | 2           | 1               | 1               | 0               |
| B♭コントラバス | 3           | 2           | 3               | 2               | 2               |
| 総人数         | 81          | 53          | 85              | 55              | 35              |

サクソルンを多く備えた吹奏楽編成を想定した作品として、フローラン・シュミットの『ディオニソスの祭り』（Dionysiaques, Op 62）は特記すべき作品である。1913年にギャルド・レピュブリケーヌ軍楽隊のために作曲され、1925年に初演された。
第二次世界大戦後は米国の影響を受け、アルトホルン、バリトンホルン、E♭バスが削除されたりした。しかし、年代により揺り戻しも起こっている。
フランスのサクソルンで忘れてはならないのは、フレンチ・チューバである。チューバの項でも言及されているが、ここではサクソルンの一種としての側面から触れる。フレンチ・チューバは、バス・サクソルンに分類される楽器であるが、B♭ではなく一音高いC管である。ペダルトーン領域まで半音階が演奏できるように6本のバルブを備えている。19世紀前半には低音金管楽器としてセルパン、オフィクレイドが用いられていた。フランスではこれに代わる楽器としてバス・サクソルンが使用され、1892年に6バルブのC管のフレンチ・チューバが成立し、徐々に広まったとされている。その後、1960年代頃まではフレンチ・チューバが使用されていたが、求められる音量が大きくなるにつれ、ドイツ式、アメリカ式の大きなチューバが使用されるようになった。
現在フランスでは、ユーフォニアムとは違うバス・サクソルンを育てようとする動きもあり、コンペンセイティング・システム、スプリング式トリガーを組み込んだモデルも発表されている。フランスで学んだ日本のサクソルン・バス奏者の証言が現在の状況を知る上で有用である。

### 日本での発達
日本もサクソルン属で吹奏楽を構成しようとしている演奏団体が存在する。ただし、日本の中高のスクールバンドからは、サクソルン・アンサンブルまたはバンドはコンクール主義の観点から一掃されてしまっている。
現在も、日本の吹奏楽の作曲コンテストでサクソルン・アンサンブルが公募される機会はほとんどない。

## サクソルン属の楽器
サクソルンという名称は現在でも、ロータリー式のバルブを持つものを含めて、当初のサクソルンと形状の似た楽器の一群を指すために用いられる。これらの楽器はイタリアではフリコルノ（flicorno、フリューゲルホルンの借用に由来する）と呼ばれる。また、朝顔（ベル）が前を向くビューグルに対して、上向きの金管楽器を指すこともある。
サクソルン属は、リップリードの金管楽器で、音程調節機構の部分を除き、ほとんどがゆるやかな円錐管で形成されている楽器と考えてよい。サクソルン属には、フリューゲルホルン、アルトホルン／テナーホルン、バリトンホーン、ユーフォニアム、チューバなどが含まれる。
サクソルンは時代や地方によりさまざまな形態と名称で呼ばれており、名称は混乱している。たとえばアルトとテナーはサックス自身区別せずに使っており、現在も混乱している。ここでは本来のサックスの楽器だけでなく、サクソルン属全体について記述する。
元来どの楽器も上記のように移調楽器として書かれてきたが、近年、低音楽器にあっては、他の低音金管楽器同様、実音で書かれることが原則となってきている。

### ソプラノ（またはソプラニーノ）
変ホ調の移調楽器で、管長は3.25フィート。記譜よりも短3度高い音を出す。フランスではプチ・ビューグルと呼ばれる。
この楽器を「ソプラニーノ」と呼び、次のコントラルトを「ソプラノ」と呼ぶ資料もある。しかし、サックスはソプラノよりも高い変ロ調ソプラニーノのサクソルン（管長2.25フィート）を作っており、ベルリオーズの『テ・デウム』で使われている。このソプラノと称する楽器が変ホ調か変ロ調かによって、以下のコントラルト、テナー、バリトン、バス、コントラバスの名称がずれることになる。

### コントラルト（またはソプラノ）
変ロ調の移調楽器で、管長は4.5フィート。記譜よりも長2度低い音を出す。変ロ調（B♭管）のトランペットと音域はほぼ同一であるが、より管が太く、柔らかい音質を持つ。イタリアではフリコルノ・ソプラノと呼ばれる。
現代フランスではビューグルと呼ばれる。フランス以外では19世紀後半以降はあまり使われず、ドイツではフリューゲルホルン、イギリスではフリューゲルホルンやコルネットで代用される。
上記のようにこの楽器は「ソプラノ」とされることがある。また、イギリスでは「アルト」と呼ばれることもある（その場合、アルトは「テナー」と呼ばれる）。
レスピーギの『ローマの松』でバンダに用いられる楽器の1つである。

### テナー（またはアルト）
変ホ調の移調楽器で、管長は6.5フィート。記譜よりも長6度低い音を出す。ソプラノ・サクソルンのおよそ2倍の管の長さを持つ。イタリアではフリコルノ・コントラルトと呼ばれる。
メロフォンもアルトの一種である。
この楽器の名称は国や地域によってアルトとテナーの両方が使われている。なお、ドイツ語で「テナーホルン」（Tenorhorn）と呼ばれる吹奏楽やポザウネンコアで使う楽器は、これとは違い、B♭管で、サクソルンのバリトンやユーフォニアムに近い楽器である。グスタフ・マーラー作曲の交響曲第7番『夜の歌』に指定されているTenorhornは、このB♭管の楽器の方である（ドイツ系のTenorhornについては、ユーフォニアムの記事中の、ユーフォニアムと音域が近い楽器「テノールホルン」の項も参照）。

### バリトン（またはテナー）
変ロ調の移調楽器で、管長は9フィート。記譜よりも1オクターブと長2度低く演奏される。コントラルト・サクソルンの約2倍の管の長さを持つ。イタリアではフリコルノ・テノーレと呼ばれる。
『ローマの松』でバンダに用いられる楽器の1つである。

### バス（またはバリトン）
変ロ調の移調楽器で、管長は9フィート。記譜よりも1オクターブと長2度低く演奏される。音高はバリトンと同じだが、バリトンより管が太い。
かつて日本では「小バス」あるいは「B（ベー）バス」と呼ばれた楽器。イタリアではフリコルノ・バリトーノ、またはフリコルノ・バッソと呼ばれる。
現在のユーフォニアムに近い楽器である。ただしユーフォニアムは本来は移調楽器であるものの、楽譜は実音で表記されることも多い。3〜6個のバルブを持ち、特に6つのバルブを備えたハ調（C管）のバス・サクソルンは「フレンチ・チューバ」とも呼ばれる。
『ローマの松』でバンダに用いられる楽器の1つである。

### コントラバス（またはバス）
変ホ調の楽器（Esバス）と変ロ調の楽器（BBバス）がある。
変ホ調の楽器は管長13フィート。記譜よりも1オクターヴと長6度低く演奏される（イギリスの場合）。日本ではかつて「中バス」と呼ばれた。ドイツ語圏やイギリスではボンバルドンとも呼ばれた。
変ロ調の楽器は管長18フィート。記譜よりも2オクターヴ低く演奏される（イギリスの場合）。日本ではかつて「大バス」と呼ばれた。現在のアップライト型の（広い意味での）チューバの原型ともされるが、現在のチューバはこれらのサクソルンよりもはるかに管の太い楽器であり（管長と調は同じ）、その多くは4つ以上のバルブを持つ。さらに低い音域の楽器もサックスによって試作され、ブルドンと名付けられたが、普及には至らなかった。